# 김혜영 (1972년)
김혜영(金惠英, 1972년 7월 24일 ~ )은 조선민주주의인민공화국 함경북도 청진에서 태어나 대한민국에 귀화한 대한민국의 여성 영화배우 겸 텔레비전 연기자이며 가수이다.

## 생애

### 조선민주주의인민공화국에서의 연극배우 활동
1992년 조선민주주의인민공화국에서 연극배우 첫 데뷔하였고 1998년 대한민국에 귀순하였다.

### 대한민국 귀순 이후
대한민국 귀순 이후 신상옥 감독을 흠모하게 된 그녀는 동국대학교 연극영화학과를 학사 졸업하였고 2002년 대한민국 육군 군의관 소령의 남성과 결혼하였다가 2005년에 이혼하였고, 2009년 배우 김성태와 재혼하였다가 2012년에 성격 차이와 금전적 이유로 두번째 이혼하였다. 현재 자기 양육권(아들 하나)을 유지하고 있다.

## 출연 작품

### 드라마
- 2000년 덕이 - SBS
- 2001년 대추나무 사랑걸렸네 - KBS1

### 방송 프로그램
- 2000년 남북의 창 - KBS1
- 2001년 개그콘서트 - KBS2

〈꽃봉오리 예술단〉
- 2021년 좋은 아침 - SBS

### 연극
- 뮤지컬 '팔도강산'
- 2009년 3월 악극 '홍도야 울지마라[1]'

### 앨범
- 1집
- 2005년 행복주식회사 천원의 만찬 - 천원송
- 3집 살짝쿵
- 4집
- 2006년 5집 님이 오는 계절
- 2007년 6집 두 손 싹싹

### 광고
- 1999년 LG생활건강 죽염우루덱스 치약
- 2000년 교원그룹 빨간펜

## 기타 경력
- 2002년 3월 당시 군의관과 결혼하였으나 이혼하였다. 이혼한 이유에 대해 김혜영 본인은 결혼 후 3년 간은 서로 일 때문에 주말 부부로 지냈고, 이후 아이를 갖기 위해 노력했지만 생기지 않았고, 남편이 7대 독자에 장손이어서 아이 문제 때문에 많은 갈등을 빚었다고 하였다.[2]
- 2008년 3월 벽성대학 미용예술과 겸임교수
- 2009년 배우 김성태와 결혼(재혼)[3]

## 수상
- 2007년 세계메이크업아트페어 베스트메이크업상

## 같이 보기
- 개그콘서트
- 대추나무 사랑걸렸네